# Shaw Manufacturing Company

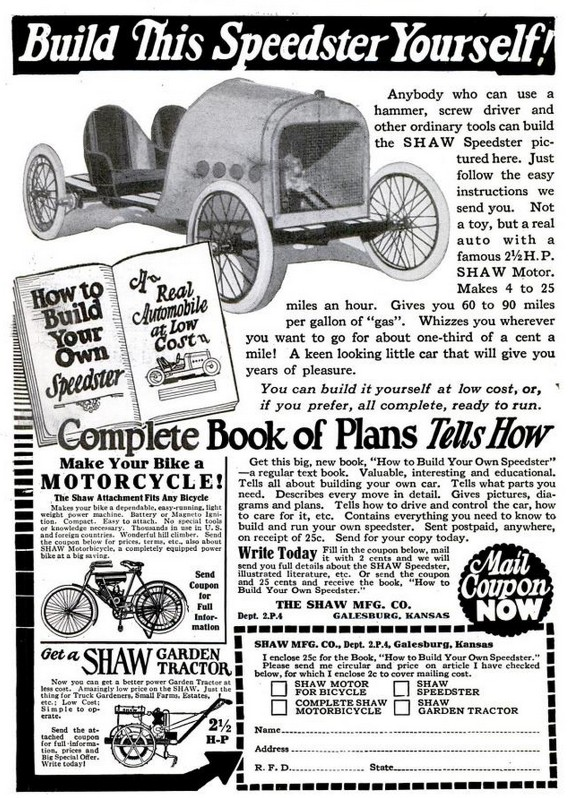
Anzeige von Shaw

Shaw Manufacturing Company war ein US-amerikanischer Hersteller von Fahrzeugen.

## Unternehmensgeschichte
Stanley Shaw gründete 1903 das Unternehmen in Galesburg in Kansas. Zunächst stellte er motorisierte Fahrräder und später Motorräder her. 1920 begann die Produktion von Automobile. Der Markenname lautete Shaw. 1930 endete die Pkw-Produktion. Danach entstanden Rasenmäher und Gartentraktoren. 1962 verkaufte Shaw das Unternehmen an Brush Hog.
Weitere US-amerikanische Hersteller von Personenkraftwagen der Marke Shaw waren J. E. Shaw & Company und Walden W. Shaw Livery Company.

## Fahrzeuge
Das einzige Modell war ein Buckboard. Es hatte einen kleinen Motor mit 2,5 PS Leistung. Einige dieser Motoren wurden selber hergestellt, andere von Briggs & Stratton gekauft. Die Motorleistung wurde anfangs über Kette oder Riemen an die Hinterachse übertragen. Ab 1926 war Kardanantrieb erhältlich. Die offene Karosserie wird als Speedster oder Runabout bezeichnet. Sie bot Platz für zwei Personen. Shaw betonte, es sei ein Auto für Erwachsene, wenngleich es aufgrund der geringen Größe auch als Kinderauto wahrgenommen wurde.
Nach 1930 wurden nur noch Bausätze für dieses Modell verkauft.